# Rodrigo Mora (football, 2007)
Pour les articles homonymes, voir Rodrigo Mora, Mora et Carvalho.
Mora de Carvalho est un nom portugais ; le premier nom de famille (d'usage facultatif) est Mora et le second est de Carvalho.
Rodrigo Mora de Carvalho, né le 5 mai 2007 à Matosinhos, est un footballeur international portugais qui joue au poste de milieu offensif au FC Porto.

## Biographie

### Carrière en club
Rodrigo Mora est né dans la ville portugaise de Matosinhos, située dans la région métropolitaine de Porto. Il est le fils de l'ancien footballeur José Manuel.
Il commence le football en 2015 au sein du Custóias FC, avant de rejoindre le centre de formation du FC Porto pour la saison 2016-2017.
Il progresse ensuite dans toutes les équipes de jeunes du club et s’y fait remarquer. Lors de la saison 2022-2023 avec les moins de 17 ans, il inscrit 14 buts et délivre 11 passes décisives en 30 matchs.
En janvier 2023, il est convoqué pour la première fois avec l’équipe réserve du FC Porto, évoluant en Liga Portugal 2. Il fait ses débuts professionnels le 15 janvier 2023, lors d’un match nul 1-1 contre le CD Tondela, entrant en jeu dans le temps additionnel à la place de Nilton Varela. Âgé de 15 ans, 8 mois et 10 jours, il devient le plus jeune joueur de l’histoire du football professionnel portugais.
À l’issue de la saison, il signe son premier contrat professionnel avec le FC Porto.
En septembre 2023, il est élu « Jeune sportif de l’année » du club.
Pour la saison 2023-2024, il devient membre à part entière du FC Porto B. Il inscrit son premier but professionnel lors d'une défaite 2-3 face au FC Penafiel, en égalisant temporairement à 2-2, devenant ainsi le plus jeune buteur de l’histoire du championnat.
Parallèlement, il participe également à la UEFA Youth League où il se distingue : en huit matchs, il inscrit sept buts, dont deux lors de la phase de groupes contre le Chakhtar Donetsk et deux en quart de finale face au 1. FSV Mayence 05, contribuant à la qualification de son équipe pour le Final Four à Nyon,.
Au début de la saison 2024-2025, il est intégré à l’effectif de l’équipe première.

### Carrière en sélection

#### Équipes de jeunes
Rodrigo Mora est convoqué avec l'équipe du Portugal des moins de 17 ans pour participer au Championnat d'Europe des moins de 17 ans qui a lieu en mai et juin 2024,. Le Portugal est battu en finale de la compétition,,. Mora finit meilleur buteur de la compétition avec 5 buts.

#### Équipe première
Le 20 mai 2025, il figure pour la première fois dans la liste de Roberto Martínez pour le final four de la Ligue des nations.

## Statistiques
| Saison                | Club                  | Championnat           | Championnat | Championnat | Championnat | Coupe nationale | Coupe nationale | Coupe nationale | Coupe de la Ligue | Coupe de la Ligue | Coupe de la Ligue | Supercoupe | Supercoupe | Supercoupe | Compétition(s) continentale(s) | Compétition(s) continentale(s) | Compétition(s) continentale(s) | Compétition(s) continentale(s) | Coupe du monde des clubs | Coupe du monde des clubs | Coupe du monde des clubs | Total | Total | Total |
| Saison                | Club                  | Division              | M.          | B.          | P.d.        | M.              | B.              | P.d.            | M.                | B.                | P.d.              | M.         | B.         | P.d.       | Comp.                          | M.                             | B.                             | P.d.                           | M.                       | B.                       | P.d.                     | M.    | B.    | P.d.  |
| 2022-2023             | FC Porto B            | Segunda Liga          | 1           | 0           | 0           | -               | -               | -               | -                 | -                 | -                 | -          | -          | -          | -                              | -                              | -                              | -                              | -                        | -                        | -                        | 1     | 0     | 0     |
| 2023-2024             | FC Porto B            | Segunda Liga          | 28          | 4           | 2           | -               | -               | -               | -                 | -                 | -                 | -          | -          | -          | -                              | -                              | -                              | -                              | -                        | -                        | -                        | 28    | 4     | 2     |
| 2024-2025             | FC Porto B            | Segunda Liga          | 5           | 1           | 0           | -               | -               | -               | -                 | -                 | -                 | -          | -          | -          | -                              | -                              | -                              | -                              | -                        | -                        | -                        | 5     | 1     | 0     |
| Sous-total            | Sous-total            | Sous-total            | 34          | 5           | 2           | 0               | 0               | 0               | 0                 | 0                 | 0                 | 0          | 0          | 0          | -                              | 0                              | 0                              | 0                              | -                        | -                        | -                        | 34    | 5     | 2     |
| 2024-2025             | FC Porto              | Primeira Liga         | 23          | 10          | 4           | 2               | 0               | 0               | 2                 | 0                 | 0                 | -          | -          | -          | C3                             | 5                              | 0                              | 0                              | 3                        | 1                        | 0                        | 35    | 11    | 4     |
| 2025-2026             | FC Porto              | Primeira Liga         | 1           | 0           | 0           | -               | -               | -               | -                 | -                 | -                 | -          | -          | -          | -                              | -                              | -                              | -                              | -                        | -                        | -                        | 1     | 0     | 0     |
| Sous-total            | Sous-total            | Sous-total            | 24          | 10          | 4           | 2               | 0               | 0               | 2                 | 0                 | 0                 | 0          | 0          | 0          | -                              | 5                              | 0                              | 0                              | 3                        | 1                        | 0                        | 36    | 11    | 4     |
| Total sur la carrière | Total sur la carrière | Total sur la carrière | 58          | 15          | 6           | 2               | 0               | 0               | 2                 | 0                 | 0                 | 0          | 0          | 0          | -                              | 5                              | 0                              | 0                              | 3                        | 1                        | 0                        | 70    | 16    | 6     |

## Palmarès
Portugal -17 ans
- Championnat d'Europe
  - Meilleur buteur en 2024

 Portugal
- Vainqueur de la Ligue des nations en 2025.